# Джонсън (окръг, Небраска)
Вижте пояснителната страница за други значения на Джонсън.
Окръг Джонсън (на английски: Johnson County) е окръг в щата Небраска, Съединени американски щати. Площта му е 976 km², а населението - 4488 души (2000). Административен център е град Текъмза.